# Rudolf Kner
Rudolf Kner (Linz, Austria, 1810 - Viena, 1869) fue un geólogo e ictiólogo austriaco.

## Biografía científica
Kner estudió medicina y al terminar la carrera en 1836 trabajó en el Museo de Historia Natural de Viena, donde trabajó con Johann Jakob Heckel, entre otros. En 1841 se convirtió en profesor de ciencias naturales en la Universidad de Leópolis, actual Ucrania. En 1849 regresó a Viena como profesor de zoología.
Su principal campo de estudio fue la ictiología, aunque también se interesó por la paleontología y la geología.

## Algunas publicaciones
- Trabajos de Kner.

## Abreviatura (zoología)
La abreviatura Kner  se emplea para indicar a Rudolf Kner como autoridad en la descripción y taxonomía en zoología.